# MSDOS.SYS
MSDOS.SYS est un fichier informatique, caché, exécuté au démarrage des systèmes d'exploitation MS-DOS et Windows 9x des ordinateurs. Il contient des paramètres de configuration.

## Caractéristiques
Il est exécuté immédiatement après IO.SYS et contient le cœur du système d'exploitation MS-DOS (noyau DOS).
Sur les systèmes d'exploitation Windows 9x, ce fichier MSDOS.SYS est simplement un fichier ASCII qui contient des paramètres de configuration. 
Par défaut, le fichier est situé dans le répertoire racine de la partition amorçable (habituellement désignée par C:\ dans les environnements DOS et Windows) et possède les attributs fichiers suivants : Caché, Système, et lecture seule.

## Autres noms
IBM-DOS et PC-DOS utilisent le fichier équivalent qui s'appelle IBMDOS.COM.